# Götz Ulrich

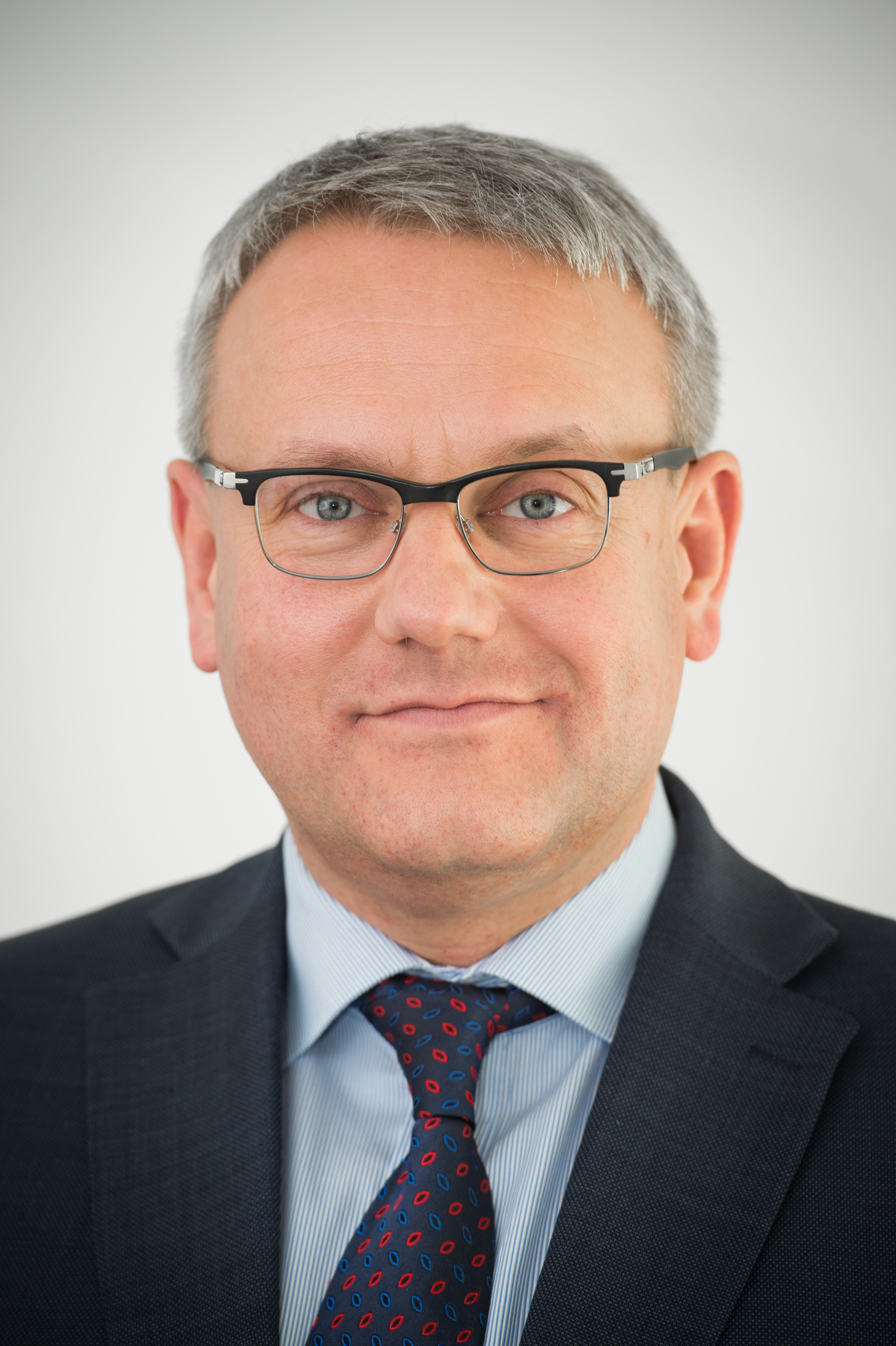
Götz Ulrich (2018)

Götz Ulrich (* 30. August 1969 in Naumburg (Saale)) ist ein deutscher Politiker (CDU), Landrat des Burgenlandkreises und seit 2022 Präsident des Landkreistages Sachsen-Anhalt sowie seit 10. September 2024 Vizepräsident des Deutschen Landkreistags (DLT).

## Leben
Von 1984 bis 1988 besuchte Ulrich die heutige Landesschule Pforta in Schulpforte und legte dort an der Erweiterten Oberschule sein Abitur ab. Danach leistete er von November 1988 bis Januar 1990 seinen Grundwehrdienst bei der Nationalen Volksarmee der DDR.
Von 1991 bis 1996 studierte Ulrich Rechtswissenschaften an der Universität in Halle (Saale) und an der Universität in Erlangen. Von 1996 bis 1998 war er Rechtsreferendar und danach Wissenschaftlicher Assistent am Hans-Liermann-Institut für Kirchenrecht der Universität Erlangen.
Ulrich ist evangelisch, geschieden und hat drei Kinder.

## Politik

### Öffentliche Ämter
Ab Ende 2000 war Götz Ulrich Leiter des gemeinsamen Verwaltungsamtes der früheren Verwaltungsgemeinschaften Finne und An der Finne. Ab Juli 2009 war er Bürgermeister der Verbandsgemeinde An der Finne.
Ulrich war von 2006 bis 2018 Vorsitzender des CDU-Kreisverbandes Burgenlandkreis. 2018 trat er für den Kreisvorsitz nicht erneut an mit der Begründung, das Amt des Landrates vereinbare sich nur schwer mit dem Kreisvorsitz einer Partei. Er war bis Amtsantritt als Landrat Vorsitzender der CDU-Fraktion im Kreistag des Burgenlandkreises.
Götz Ulrich wurde in einer Stichwahl am 15. Juni 2014 zum Landrat des Burgenlandkreises gewählt. Die Wahlbeteiligung betrug 23 Prozent.
Götz Ulrich leitet als Vorsitzender zugleich den touristischen Regionalverband Saale-Unstrut-Tourismus e. V. und ist Vorstandsmitglied des Vereins Welterbe an Saale und Unstrut e. V. Seit Dezember 2014 ist er Vorsitzender der Regionalen Planungsgemeinschaft Halle, seit 2017 Vorsitzender des Landesverbandes der Volkshochschulen in Sachsen-Anhalt. Im Jahr 2018 wurde er zum Vorsitzenden des Aufsichtsrates der Europäischen Metropolregion Mitteldeutschland gewählt. Dieses Amt übergab er Anfang 2025 an André Schröder. Seit Errichtung der Stiftung Kloster und Kaiserpfalz Memleben im Jahr 2008 ist Ulrich deren Stiftungsvorstand und Ehrenvorsitzender des gleichnamigen Fördervereins.
Bei der Landratswahl am 11. April 2021 setzte er sich gegen sieben Gegenkandidaten mit 55,43 Prozent der Stimmen im ersten Wahlgang durch und wurde für weitere sieben Jahre im Amt bestätigt. Die Wahlbeteiligung im Burgenlandkreis betrug 37,25 Prozent.

### Schwerpunkte seiner Arbeit
Ulrich engagiert sich vor allem in der Bildungspolitik. Im Burgenlandkreis hat er ein kommunales Bildungsmanagement aufgebaut, das sich für Bildungsqualität von der frühkindlichen Bildung bis zur Erwachsenenbildung einsetzt und Bildungsübergänge begleitet. Weitere Themenfelder sind die Integration von Geflüchteten und EU-Ausländern im Burgenlandkreis durch den Aufbau einer Migrationsagentur und die bessere Einbindung des Burgenlandkreises in die Europäische Metropolregion Mitteldeutschland.
Seit 2014 engagierte er sich maßgeblich für die Anerkennung des Naumburger Doms als UNESCO-Welterbe, was auf der 42. Tagung des Welterbekomitees der UNESCO in Bahrain auch gelang. Er unterstützte die Aktivitäten zur Auszeichnung der ehemaligen Zisterzienserabtei Pforta mit dem Europäischen Kulturerbe-Siegel im Rahmen des transnationalen Kooperationsprojekts „Cisterscapes – Cistercian landscapes connecting Europe“. Die Auszeichnung wurde am 17. April 2024 durch die Kommission in Antwerpen verliehen.
Wegen der Lage des Burgenlandkreises im Mitteldeutschen Braunkohlerevier engagiert sich Ulrich dafür, den Kohleausstieg nicht zu überstürzen, insbesondere für den Ausstieg aus der Braunkohleverstromung einen langfristigen Zeitraum zu wählen, um einen Strukturbruch im Mitteldeutschen Braunkohlerevier zu vermeiden.

### Drohungen nach Einsatz für Flüchtlinge
Götz Ulrich sprach sich nach den ausländerfeindlichen Protesten und dem Brandanschlag von Tröglitz (einem 3000-Einwohner-Ort in seinem Landkreis) im März und April 2015 dafür aus, an einer Flüchtlingsunterbringung dort festzuhalten. Daraufhin bekam er mehrere E-Mails mit Drohungen, in denen er nach eigener Aussage persönlich bedroht wurde und angekündigt wurde, dass das nicht der letzte Schritt sei. Der Landkreis solle von einer Unterbringung der Flüchtlinge absehen. Daraufhin wurde Ulrich unter Polizeischutz gestellt.
Nachdem im März 2024 unter anderem der AfD-Politiker Hans-Thomas Tillschneider zu einer Demonstration vor Ulrichs Privathaus aufgerufen hatte, bezeichnete Ulrich dieses Vorgehen als Einschüchterungsversuch. Die Route wurde danach geändert. Eine Gegendemonstration gegen die AfD-Zugplanung erreichte 250 Teilnehmer.